# 820
Năm 820 là một năm trong lịch Julius.